# Cổn
Cổn (giản thể: 鲧; phồn thể: 鯀; bính âm: Gǔn) là một nhân vật trong huyền sử Trung Quốc. 

## Thân thế
Theo Sử Ký Tư Mã Thiên - Hạ bản kỷ thì ông là con của đế Chuyên Húc (có thuyết khác nói rằng Cổn là hậu duệ 4 đời đế Chuyên Húc) nhưng chắc là con của thứ phi hiếm muộn hoặc con rơi vãi của nhà vua ngoài nhân gian nên ông chỉ là dân thường sống vào thời Đường Nghiêu. Vì so sánh tuổi tác giữa các hậu duệ của Chuyên Húc thì đế Thuấn là cháu 6 đời Cùng Thiền mà Cổn lại là em của Cùng Thiền, nghĩa là đế Thuấn phải gọi Cổn bằng Tiên Tổ Thúc nghĩa là Ông Chú Tổ trong tiếng Việt.

## Trị thủy thất bại
Bấy giờ ở lưu vực Hoàng Hà lũ lụt mênh mông, nhân dân chỉ biết chạy trốn mỗi khi nước dâng cao nên mức sản xuất thấp đời sống khó khăn nay đây mai đó không ổn định. Đế Nghiêu rất lo buồn về việc này nên không thể ăn ngon ngủ yên được, có người giới thiệu Cổn với nhà vua. Vua lập tức hạ lệnh cho Cổn lãnh đạo việc trị thủy, Cổn cùng với một số trợ thủ nghiên cứu ra cách "nút chai" tức là dùng các tảng đất đá lớn để vây nước lại. Ròng rã suốt 9 năm tổn hao nhiều sức người và của cải nhưng cũng không chặn nổi dòng nước, đã vậy khi nước vỡ bờ lại tràn ra ngày một to hơn lúc ban đầu. Vua Nghiêu thấy Cổn làm việc bất lực liền hạch tội Cổn xử tử trên núi Vũ để làm gương cho thiên hạ.
Sau khi Ngu Thuấn lên ngôi liền cử Đại Vũ là con trai Cổn tiếp tục công việc của cha. Lần này Vũ rút kinh nghiệm người đi trước nên thay cách "nút chai" của cha bằng cách "dẫn chảy chỗ trũng" nên đã thành công, sau này Vũ được đế Thuấn thiện nhượng mà lập ra nhà Hạ.